# エドヴィージュ・ディアーズ
エドヴィージュ・ディアーズ（フランス語:Edwige Diaz, 1987年10月15日 - ）は, フランスの政治家。現在、フランスの政党である国民連合の副党首。2016年からヌーヴェル＝アキテーヌ地域圏議会議員、2022年から国民議会議員を務めている。

## 来歴
エドヴィージュは 1987 年に生まれ、スペイン語を勉強しており、修士号を取得している。祖父はスペインの共産主義者であり、原子力発電所で働いていた。
狩猟免許を取得している。
2007年フランス大統領選挙の際、ニコラ・サルコジを支持するためUMP（現:共和党）, に 1 年間入党。ニコラ・サルコジ大統領の安全保障政策に失望した彼女は、2012年フランス大統領選挙でマリーヌ・ル・ペンに投票することを決めた。
2014年欧州議会議員選挙の際、国民戦線に入党する, , 。
2014年9月、上院議員選挙に立候補。 
2015年12月、地方選挙の候補者となり、当選する, 。
2022年フランス議会総選挙では、ジロンド第11区で選出した。
2022年11月5日、パリで開かれた党大会で国民連合の副党首に任命された。